# Boynton Beach
Boynton Beach é uma cidade localizada no estado americano da Flórida, no condado de Palm Beach. Foi fundada em 1894 e incorporada em 1920.

## Geografia
De acordo com o United States Census Bureau, a cidade tem uma área de 42,8 km², onde 41,9 km² estão cobertos por terra e 0,1 km² por água.

### Localidades na vizinhança
O diagrama seguinte representa as localidades num raio de 8 km ao redor de Boynton Beach.

## Demografia
Segundo o censo nacional de 2010, a sua população é de 68 217 habitantes e sua densidade populacional é de 1 628,86 hab/km². Possui 36 289 residências, que resulta em uma densidade de 866,50 residências/km².

## Geminações
- Qufu, Shandong, República Popular da China[4]
- Les Cayes, Sul, Haiti[5]